# Hans-Georg von Friedeburg

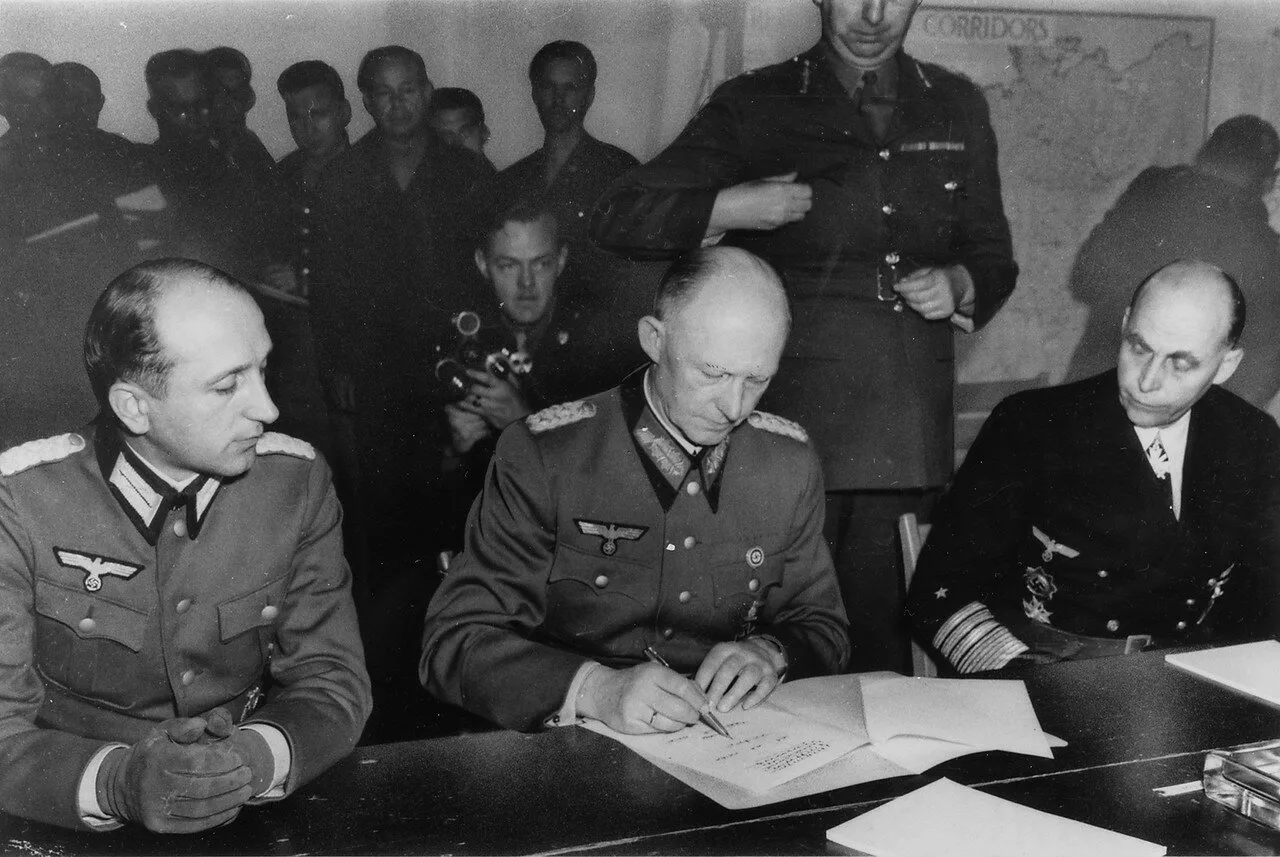
Reims le 7 mai 1945, Hans-Georg von Friedeburg (à droite) avec le Generaloberst Alfred Jodl (qui signe les actes de capitulation) et le Major Wilhelm Oxenius (interprète de Jodl, à gauche).

Hans-Georg von Friedeburg (15 juillet 1895, Strasbourg - 23 mai 1945, Flensbourg-Mürwik) est un Generaladmiral allemand de la Seconde Guerre mondiale.
Succédant à deux reprises à Karl Dönitz, il est commandant de la force sous-marine du Troisième Reich de 1943 à 1945, puis pendant quelques jours en mai 1945 le dernier commandant en chef de la Kriegsmarine, l’ensemble des forces navales du Reich.
À la demande du nouveau président du Reich Dönitz, qui est le successeur désigné de Hitler après son suicide le 30 avril 1945, Friedeburg participe à trois reprises à la signature d’actes de capitulation du Troisième Reich : une première fois dans la lande de Lunebourg le 4 mai devant le maréchal britannique Montgomery, pour les hostilités en Allemagne du Nord-Ouest ; une deuxième fois à Reims le 7 mai devant les représentants du général Eisenhower, le chef des Alliés occidentaux, et un général soviétique, pour l’ensemble des hostilités ; une troisième fois à Berlin le 8 mai devant des représentants des Alliés occidentaux et le maréchal soviétique Joukov, spécialement désigné par Staline qui a exigé cette seconde capitulation générale.
Friedeburg fait partie du gouvernement éphémère du Reich installé à Flensbourg, ville où il se suicide lorsque des soldats britanniques viennent arrêter ses membres.

## Biographie

### Origines
Hans-Georg von Friedeburg est issu d’une famille d’officiers badois : il est le fils d’un futur Generalmajor prussien (1862-1924) et de son épouse Elisabeth Adelheid Agnes Hedwig, née von Kayser (1872-1947).

### Incorporation dans la marine
Il commence sa carrière militaire dans la Kaiserliche Marine, la marine de l’Empire allemand, à l’époque de la Première Guerre mondiale.

### Entre les deux guerres
Après la guerre, il la poursuit dans la Reichsmarine, la marine militaire de la république de Weimar, puis dans la Kriegsmarine, la marine du Troisième Reich. Il est affecté à des navires de surface.

### Seconde Guerre mondiale
Le 1er janvier 1939, Friedeburg est promu Kapitän zur See (équivalent en France de capitaine de vaisseau).
Le 6 février 1939, il est mis à la disposition du commandant de la force sous-marine (Befehlshaber der U-Boote), le Kommodore Karl Dönitz. Friedeburg prend le commandement du sous-marin U-27 pendant quelques semaines (du 6 juin au 8 juillet 1939) et devient ensuite officier d’état-major dans le département de l’organisation de cette force sous-marine. Le 25 septembre 1939, il devient le chef de ce département.
Deux ans plus tard, le 12 septembre 1941, il devient le « deuxième amiral des sous-marins » (2. Admiral der U-Boote).
Le 1er septembre 1942, Friedeburg est promu Konteradmiral (équivalent en France de contre-amiral) et le 1er février 1943, il est nommé « amiral commandant de la force sous-marine » (Kommandierenden Admiral der U-Boote) après la nomination du Grossadmiral Dönitz, promu commandant de la Kriegsmarine ; en effet, Dönitz, précédemment commandant de la force sous-marine vient lui-même de remplacer le Grossadmiral Raeder, le chef historique de la marine de guerre du Reich depuis sa création en 1935. Friedeburg ne remplace pas Dönitz car c’est le Konterdamiral Eberhard Godt qui reprend formellement le poste de Befehlshaber der U-Boote : ainsi, la force sous-marine devient dans les faits pilotée par deux amiraux récemment promus. 
Mais Friedeburg progresse ensuite rapidement dans la hiérarchie tandis que Godt reste au grade de Konteradmiral jusqu’à la fin de la guerre. En effet, le 1er septembre 1943, Friedeburg devient Vizeadmiral (équivalent en France de vice-amiral), et deux mois plus tard, le 1er novembre 1943, il accède au grade d’Admiral (équivalent en France de vice-amiral d'escadre). 
Le Führer Adolf Hitler se suicide le 30 avril 1945 en ayant désigné son successeur en tant que président du Reich : il s’agit du Grossadmiral Dönitz. Simultanément, le 1er mai 1945, Friedeburg succède à Dönitz au poste de commandant en chef de la Kriegsmarine et est promu Generaladmiral (avec effet rétroactif au 1er février 1944).

### Cosignataire des capitulations successives du Reich
C’est à ce titre de dernier commandant en chef de la Kriegsmarine, mandaté par le nouveau président du Reich Dönitz, que le Generaladmiral Hans-Georg Friedeburg signe dans la lande de Lunebourg la capitulation pour les forces armées allemandes de Hollande, d'Allemagne du Nord-Ouest et du Danemark, le 4 mai 1945.
Pour tenter une paix séparée avec les Alliés occidentaux, Friedeburg est envoyé à Reims par Dönitz. Au quartier général du général Eisenhower, Friedeburg est éconduit par ce dernier qui prévient Staline des tentatives allemandes.
Dönitz réitère ses avances le 6 mai 1945 en désignant alors le Generaloberst Jodl, son  chef de l'état-major de la conduite des opérations militaires, mais Eisenhower exige une capitulation immédiate en assortissant ses demandes de très graves menaces (bombardements aériens intensifiés, tirs contre tout soldat se réfugiant à l'Ouest...). Finalement Jodl et Friedeburg signent la reddition, à Reims, le 7 mai 1945. Mais Staline exige que la capitulation de l'Allemagne soit signée une seconde fois dans la capitale allemande, à Berlin.
Le 8 mai 1945, c'est à nouveau Friedeburg qui signe, cette fois avec le maréchal Wilhelm Keitel, chef de l’Oberkommando der Wehrmacht (haut commandement des forces armées allemandes), et avec Hans-Jürgen Stumpff, chef d’état-major (Generalstabschef) de la Luftwaffe sous les ordres de Göring, l'acte de capitulation de l'Allemagne, dans une villa de Karlshorst (en banlieue de l’Est de Berlin). Cette seconde signature se fait en présence du général anglais Tedder, du général américain Spaatz, du maréchal russe Joukov, et du général français de Lattre de Tassigny qui signe comme témoin.

### Suicide
Friedeburg est convoqué le 23 mai 1945 à bord du Patria (de) avec Dönitz et Jodl par la commission de surveillance alliée de l’Oberkommando der Wehrmacht et de l’Oberkommando der Marine. Le général américain Rooks leur annonce que le gouvernement provisoire du Reich est dissous et que ses membres sont en état d’arrestation.
Pour von Friedeburg, il s’agit de la quatrième capitulation en trois semaines. Contrairement à Dönitz, Speer et Jodl, il n’est pas fait prisonnier de guerre, mais ce jour-là, après être retourné dans ses quartiers de la caserne Meierwik, il se suicide avec une capsule de cyanure. Il est enterré au cimetière Adelby à Flensbourg.
Son successeur, Walter Warzecha, organise la démobilisation des forces navales allemandes.

## Décorations
- Croix de fer (1914)
  - 2e Classe
  - 1re Classe
- Chevalier de 2e Classe de l'Ordre du Lion de Zaeringen avec épées
- Chevalier de l'ordre protestant de Saint-Jean
- Croix d'honneur
- Médaille de service de longue durée de la Wehrmacht 4e à 1re Classe
- Croix d'Espagne en Argent avec épées
- Croix de fer (1939)
  - 2e Classe
  - 1re Classe
- Croix du mérite de guerre avec épées
  - 2e Classe
  - 1re Classe
- Croix allemande en Argent le 6 juin 1942 en tant que Kapitän zur See et second Amiral des U-Boots[5]
- Croix de chevalier de la Croix de guerre du mérite (17 janvier 1945)